# Herzilein
Herzilein ist ein Lied des deutschen Musikerduos Wildecker Herzbuben aus dem Jahr 1990. Im Folgejahr gelang der deutschen Rockband Rudolf Rock & die Schocker ebenfalls ein Charthit.

## Inhalt
Das Lied behandelt einen Beziehungskonflikt. Ein Ehemann berichtet seiner zu Hause wartenden Frau, dass er mit mehreren Freunden einen Kneipenbesuch gemacht hat. Bei diesem Ereignis hat er wohl eine größere Menge Wein zu sich genommen. Seine Frau ist zwar über die späte Rückkehr verärgert, nimmt dann aber die Entschuldigung an und verzeiht ihm.

## Hintergrund
Der Titel wurde von Burkhard und Carola Lüdtke komponiert. Anfangs suchte G. G. Anderson vergeblich nach einem Interpreten für den Titel. Peter Alexander hatte eine frühe Version des Liedes zuvor abgelehnt, weil ihm der Text frauenfeindlich erschien. Auch Werner Böhm hatte den Titel im Vorfeld abgelehnt. Erst nach diesen Absagen fiel die Wahl auf die Wildecker Herzbuben.  
Jürgen Christ von der Musikhochschule Karlsruhe lobte die hohe Eingängigkeit des Titels und den starken Kontrast des Duos. Das dazugehörige Album des Duos trug den gleichen Titel und war ebenfalls sehr erfolgreich.

## Rezeption

### Preise
1991 wurde Herzilein mit dem RSH-Gold in der Kategorie „Ohrwurm des Jahres“ ausgezeichnet.

### Chartplatzierungen
| ChartsChartplatzierungen | Höchstplatzierung | Wochen |
| ------------------------ | ----------------- | ------ |
| Deutschland (GfK)        | 9 (41 Wo.)        | 41     |

| ChartsJahrescharts (1990) | Platzierung |
| ------------------------- | ----------- |
| Deutschland (GfK)         | 16          |

## Coverversionen

### Rudolf Rock & die Schocker
Rudolf Rock & die Schocker traten mit dem Titel in Jürgen von der Lippes TV-Show Geld oder Liebe auf. Ihre Version des Titels konnte sich 14 Wochen lang in der Hitparade platzieren konnte und bis auf Platz 12 vordringen.

### Weitere Coverversionen (Auswahl)
- Antonja (2003)
- Horst Schlämmer – Schätzilein (2006)
- Jan Willem – Herzilein (Warzenschwein) (1992)
- Karl Dall – Herzilein – Wie kann man so herzlos sein (1990)